# Співвідношення Клаузіуса — Клапейрона
Співвідно́шення Кла́узіуса — Клапейро́на — рівняння, яке задає закон залежності тиску від температури на кривій співіснування фаз.

{\displaystyle {\frac {\mathrm {d} P}{\mathrm {d} T}}={\frac {q}{T\,\Delta v}}={\frac {\Delta s}{\Delta v}},}

де {\displaystyle \mathrm {d} P/\mathrm {d} T} — нахил дотичної до кривої співіснування в будь-якій точці, {\displaystyle {\displaystyle q}} — питома прихована теплота, {\displaystyle {\displaystyle \Delta v}} — зміна об'єму речовини при фазовому переході, {\displaystyle T} — температура, {\displaystyle \Delta s} — зміна питомої ентропії фазового переходу. 
Формула Клаузіуса — Клапейрона є наслідком рівності хімічних потенціалів різних фаз при фазовому переході.

## Виведення через теорему Карно
Вважаємо, що при підведенні кількості теплоти {\displaystyle Q} до однієї з фаз відбувається перехід частини маси тіла {\displaystyle M} з першої фази у другу. Оскільки перехід вважається квазірівномірним, то тиск та температура під час цього процесу є постійними: {\displaystyle p=const,T=const}.
Питомий об'єм, що визначається як відношення об'єму фази до її маси, для першої фази дорівнює {\displaystyle v_{1}}, а для другої – відповідно {\displaystyle v_{2}}. Кількість речовини масою {\displaystyle M} займає у першій фазі об'єм  
{\displaystyle V_{1}=v_{1}M}, а у другій – об'єм {\displaystyle {\displaystyle V_{2}=v_{2}M}}. 
Перехід речовини з першої фази у другу можна зобразити в координатах  {\displaystyle p(V)} як частину 1-2 деякого кругового процесу (термодинамічного циклу), за допомогою якого кількість речовини масою {\displaystyle M} повертається в початковий стан у першій фазі. Вважаємо, що круговий процес є циклом Карно. Тоді процеси 2–3 та 4–1 є адіабатичними, а ізотермічний процес описує віддачу тепла при переході речовини з другої фази у першу. Вважаємо, що процес 3–4 здійснюється за тиску {\displaystyle P-dP} і температури {\displaystyle T-dT}, значення яких є нескінченно близькими до значень тиску {\displaystyle P} і температури {\displaystyle T} протіканню процесу 1–2.
На підставі першої теореми Карно можна записати вираз для к.к.д. розглянутого циклу:
{\displaystyle \eta ={\delta A \over Q}={T-(T-dT) \over T}={dT \over T}},
де {\displaystyle \delta A} – робота, що здійснюється за цикл. З урахуванням того, що {\displaystyle dP} нескінченно мала, в першому наближенні можна вважати, що робота {\displaystyle {\displaystyle \delta A}} дуже близька до роботи цикла, що являє собою прямокутник нескінченно малої висоти в координатах {\displaystyle {\displaystyle p(V)}}. Це дозволяє замінити адіабати на бокових сторонах циклу Карно вертикальними відрізками при {\displaystyle {\displaystyle V=const}}, тобто представити цикл Карно у вигляді прямокутника, висота якого дорівнює нескінченно малій величині {\displaystyle dP}. У цьому наближенні маємо:

{\displaystyle \delta A=P(V_{2}-V_{1})-(P-dP)(V_{2}-V_{1})=M(v_{2}-v_{1})dP}
Фазові переходи першого роду кількісно характеризуються величиною питомої теплоти фазового переходу, яка чисельно дорівнює кількості теплоти, отриманої одиничною масою речовини при здійсненні фазового переходу:

{\displaystyle q={Q \over M}\Rightarrow {(v_{2}-v_{1})dP \over q}={dT \over T}\Rightarrow {dP \over dT}={q \over T(v_{2}-v_{1})}={q \over T\vartriangle v}}

## Виведення через питомі термодинамічні потенціали[3]
Розглянемо систему, що складається з двух фаз масами {\displaystyle m_{1}} і {\displaystyle m_{2}} та питомими термодинамічними потенціалами {\displaystyle \varphi _{1}}і {\displaystyle \varphi _{2}} відповідно. Нехай температура та тиск підтримуються постійними:  
{\displaystyle T=const,P=const}.  
Оскільки {\displaystyle \varphi _{1}}і {\displaystyle \varphi _{2}} є однозначними функціями тільки тиску і температури, то вони теж залишаються незмінними: 

{\displaystyle \varphi _{1}(T,P)=const,\varphi _{2}(T,P)=const}
Очевидно, що не буде змінюватись і повна маса речовини: {\displaystyle m_{1}+m_{2}=M=const}, тому зазнавати змін можуть лише маси {\displaystyle m_{1}} та {\displaystyle m_{2}}. Ці зміни повинні протікати в такому напрямку, щоб загальний потенціал {\displaystyle \Phi =\varphi _{1}+\varphi _{2}} приймав найменше значення, можливе за даних умов.  
Якщо {\displaystyle {\displaystyle \varphi _{1}>\varphi _{2}}}, то будь-яке перетворення  фази 1 у фазу 2 супроводжується зменшенням {\displaystyle \Phi }. Це перетворення буде відбуватися, допоки вся фаза 1 не перейде в більш стійку фазу 2. Тоді вся система стане однофазною, а її термодинамічний потенціал досягне мінімального значення {\displaystyle M\varphi _{2}}. І навпаки, коли {\displaystyle {\displaystyle \varphi _{1}<\varphi _{2}}}, то вся система зрештою перейде у фазу 1.
Фази будуть перебувати в рівновазі виключно за умови:

{\displaystyle \varphi _{1}(T,P)=\varphi _{2}(T,P)}

Термодинамічний потенціал:
{\displaystyle \Phi =U-TS+PV}, де {\displaystyle U} - внутрішня енергія газу, {\displaystyle T} - температура, {\displaystyle S} - ентропія, {\displaystyle P} - тиск, {\displaystyle V} - об'єм.
Його питомий диференціал:
{\displaystyle d\varphi =-sdT+vdP}, де {\displaystyle s={S \over m}} - питома ентропія, {\displaystyle v} - питомий об'єм.
Маємо:
{\displaystyle \varphi _{1}=\varphi _{2}\Rightarrow d\varphi _{1}=d\varphi _{2}\Rightarrow -s_{1}dT+v_{1}dP=-s_{2}dT+s_{2}dP}
З цього отримуємо:
{\displaystyle {\frac {\mathrm {d} P}{\mathrm {d} T}}={\frac {s_{2}-s_{1}}{v_{2}-v_{1}}}}
Оскільки процес переходу речовини з однієї фази в іншу протікає за постійної температури і може вважатися рівноважним, різниця питомих ентропій може бути виражена наступним чином:
{\displaystyle \Delta s={q \over T}}
Звідти отримуємо кінцеву формулу для співвідношення Клаузіуса-Клапейрона.

## Залежність зміни температури від зміни тиску[4]
Згідно з рівнянням Клаузіуса-Клапейрона, знак похідної {\displaystyle {dP \over dT}} залежить від співвідношення питомих об'ємів фаз. Якщо при подачі теплоти рідина переходить в газоподібний стан, що супроводжується розширенням, тобто збільшенням питомого об'єму: {\displaystyle v_{2}>v_{1}}, то похідна  {\displaystyle {dP \over dT}>0}. 
При такому переході підвищення температури викликає підвищення температури кипіння. Аналогічна залежність спостерігається також при плавленні більшості твердих тіл. Виняток становлять речовини, для яких плавлення супроводжується зменшенням питомого об'єму {\displaystyle v_{2}<v_{1}}.Прикладом такої речовини є вода, яка зменшує свій питомий об'єм в процесі переходу з твердого стану в рідкий (густина льоду менше густини води). Для таких речовин характерно зниження температури плавлення при підвищенні тиску.

## Апроксимація до моделі ідеального газу за невисоких температур та тиску
Коли фазовий перехід речовини відбувається між газовою фазою і конденсованою фазою (рідкою або твердим станом речовини) і відбувається при температурі, що значно нижче від критичної температури цієї речовини, питомий об'єм газової фази значно перевищує об'єм конденсованої фази. Тому можна наближено написати:

{\displaystyle \Delta v=v_{\mathrm {g} }\left(1-{\tfrac {v_{\mathrm {c} }}{v_{\mathrm {g} }}}\right)\approx v_{\mathrm {g} }}, де {\displaystyle v_{g}} - питомий об'єм газової фази, {\displaystyle v_{c}} - питомий об'єм конденсованої фази.
Якщо тиск теж низький, газ можна вважати ідеальним, 

{\displaystyle {\displaystyle v_{\mathrm {g} }={\frac {RT}{P}}}}, {\displaystyle {\displaystyle R}} - універсальна газова стала

Підставивши цей вираз у рівняння Клаузіуса - Клапейрона отримаємо:

{\displaystyle {\displaystyle {\frac {\mathrm {d} P}{\mathrm {d} T}}={\frac {Pq}{T^{2}R}}}}

{\displaystyle {\displaystyle q}} — питома прихована теплота

Нехай {\displaystyle (P_{1},T_{1})} і {\displaystyle (P_{2},T_{2})} будуть будь-якими двома точками на кривій співіснування між двома фазами 1 та 2. Загалом, {\displaystyle {\displaystyle q}} між будь-якими двома такими точками змінюється залежно від температури. Але якщо {\displaystyle q=const}, то можна записати:

{\displaystyle {\frac {\mathrm {d} P}{P}}={\frac {q}{R}}{\frac {\mathrm {d} T}{T^{2}}},}
{\displaystyle {\displaystyle \int _{P_{1}}^{P_{2}}{\frac {\mathrm {d} P}{P}}={\frac {q}{R}}\int _{T_{1}}^{T_{2}}{\frac {\mathrm {d} T}{T^{2}}}}}
{\displaystyle {\displaystyle \ln P{\Big |}_{P=P_{1}}^{P_{2}}=-{\frac {q}{R}}\cdot \left.{\frac {1}{T}}\right|_{T=T_{1}}^{T_{2}}}}
Остаточно отримуємо:

{\displaystyle {\displaystyle \ln {\frac {P_{2}}{P_{1}}}=-{\frac {q}{R}}\left({\frac {1}{T_{2}}}-{\frac {1}{T_{1}}}\right)}}

де {\displaystyle P_{1},P_{2}} - тиск в першому та другому станах, {\displaystyle T_{1},T_{2}} - температура відповідно, {\displaystyle q} - питома кількість теплоти, яку отримала система при переході зі стану 1 в стан 2, {\displaystyle {\displaystyle R}} - універсальна газова стала.

 Останні рівняння корисні тому, що вони зв'язують тиск та температуру зі зміною прихованого тепла, не вимагаючи конкретних даних про об'єм.

## Застосування

### Хімія та хімічна техніка
Для переходів між газовою та конденсованою фазою з описаними вище наближеннями вираз може бути переписаний як:
{\displaystyle {\displaystyle \ln P=-{\frac {q}{R}}\left({\frac {1}{T}}\right)+c}},
де c - константа. Для переходу з рідкого до газоподібного {\displaystyle q}  - питома прихована теплота випаровування; для переходу з твердого стану в газоподібний {\displaystyle q} - питома прихована теплота сублімації. Якщо відома прихована теплота, то знання однієї точки на кривій співіснування визначає решту кривої. І навпаки, зв'язок між {\displaystyle {\displaystyle \ln P}} та {\displaystyle {\displaystyle 1/T}} є лінійним, тому лінійна регресія використовується для оцінки прихованої теплоти.

### Метеорологія та кліматологія
Для вивчення динаміки важливих метеорологічних явищ доводиться аналізувати фазові перетворення водяної пари. Рівняння Клаузіуса-Клапейрона для водяної пари в типових атмосферних умовах (за нормальної температури та тиску) становить:
{\displaystyle {\frac {{\mathrm {d} }p_{s}}{{\mathrm {d} }T}}={\frac {q(T)p_{s}}{RT^{2}}}}
де:
- {\displaystyle {\displaystyle p_{s}}} - тиск насиченої пари
- {\displaystyle T} - температура
- {\displaystyle q} - питома теплота пароутворення води
- {\displaystyle {\displaystyle R}} - універсальна газова стала

## Історична довідка
Співвідношення отримав експериментально в 1834 році Еміль Клапейрон. Рудольф Клаузіус вивів його із законів термодинаміки.